# クランチ
クランチ (Crunch) は、1938年からネスレより発売された準チョコレート菓子。Crunchは、同社のスイスおよびその他の国における登録商標。
ミルクチョコレートとクリスプライスをミックスし、細長い直方体状に成形したものである。青色のアルミフォイルでパッケージされている。
「クランチ ミニ」などさまざまなヴァリエーションがあり、中にはアイスクリームをクランチで覆ったものもある。
ネスレ製品以外でも同様の菓子をクランチと呼ぶことがある。